# Criterio de Euler
En teoría de números, concretamente en aritmética modular, el criterio de Euler es utilizado para calcular si un número entero x es un residuo cuadrático módulo un número primo. Su nombre se debe al matemático suizo Leonhard Euler.

## Enunciado
Sea p > 2 un número primo y a un número entero coprimo con p. Entonces a es un residuo cuadrático módulo p si y solo si
{\displaystyle a^{(p-1)/2}\equiv 1{\pmod {p}}.}
Como corolario de este teorema se obtiene que si a no es un residuo cuadrático módulo p entonces
{\displaystyle a^{(p-1)/2}\equiv -1{\pmod {p}}.}
Así, el criterio de Euler puede ser reformulado de manera más compacta usando el  símbolo de Legendre:
{\displaystyle a^{(p-1)/2}\equiv \left({\frac {a}{p}}\right){\pmod {p}}.}

## Demostración
Supóngase que {\displaystyle a\equiv x^{2}{\pmod {p}}}. Se sabe por el pequeño teorema de Fermat que si p es primo y es coprimo con a, es decir, p no divide al número a, entonces {\displaystyle a^{p-1}\equiv 1{\pmod {p}}}. Luego se tiene que
| {\displaystyle a^{(p-1)/2}} | {\displaystyle \equiv (x^{2})^{(p-1)/2}{\pmod {p}}} |
|                             | {\displaystyle \equiv x^{p-1}{\pmod {p}}}           |
|                             | {\displaystyle \equiv 1{\pmod {p}}}                 |
A la inversa, se supone que {\displaystyle a^{(p-1)/2}\equiv 1{\pmod {p}}}. Sea b un elemento primitivo módulo p. Entonces {\displaystyle a\equiv b^{i}{\pmod {p}}} para algún i. Luego se tiene que
| {\displaystyle a^{(p-1)/2}} | {\displaystyle \equiv (b^{i})^{(p-1)/2}{\pmod {p}}} |
|                             | {\displaystyle \equiv b^{i(p-1)/2}{\pmod {p}}}      |
Como b es de orden p-1, debe darse el caso de que p-1 divide a i(p-1)/2. Por lo tanto, i es par, y las raíces cuadradas de a son {\displaystyle \pm b^{i/2}}.